# Pleuretra proxima
Pleuretra proxima is een raderdiertjessoort uit de familie Philodinidae. De wetenschappelijke naam van deze soort is voor het eerst geldig gepubliceerd in 1963 door Bartos.